# Arabia Saudyjska na Mistrzostwach Świata w Lekkoatletyce 2011
Arabia Saudyjska na Mistrzostwach Świata w Lekkoatletyce 2011 – reprezentacja Arabii Saudyjskiej na Mistrzostwa Świata liczyła 8 zawodników.

## Występy reprezentantów Arabii Saudyjskiej

### Mężczyźni

#### Konkurencje biegowe
| Konkurencja         | Zawodnik                                                                     | Runda 1  | Runda 1 | Półfinał | Półfinał | Finał    | Finał   |
| Konkurencja         | Zawodnik                                                                     | Rezultat | Pozycja | Rezultat | Pozycja  | Rezultat | Pozycja |
| ------------------- | ---------------------------------------------------------------------------- | -------- | ------- | -------- | -------- | -------- | ------- |
| Bieg na 1500 m      | Mohammed Shaween                                                             | DNF      | -       | NQ       | NQ       | NQ       | NQ      |
| Bieg na 5000 m      | Hussain Jamaan Alhamdah                                                      | 13:35,47 | 6. q    |          |          | 13:34,83 | 13.     |
| Bieg na 5000 m      | Abdullah Abdulaziz Aljoud                                                    | DNF      | -       |          |          | NQ       | NQ      |
| Bieg na 3000 m pprz | Ali Ahmed Al-Amri                                                            | 8:26,75  | 16.     |          |          | NQ       | NQ      |
| Sztafeta 4 x 400 m  | Ismail Al-Sabani Youssef Al-Masrahi Hamed Hamadan Al-Bishi Mohammed Al-Salhi | 3:05,65  | 16.     |          |          | NQ       | NQ      |